# Loi Helms-Burton
 (novembre 2014).
La loi Helms-Burton (officiellement, Cuban Liberty and Democratic Solidarity (Libertad) Act of 1996, aussi appelée Helms-Burton Act) est une loi fédérale américaine renforçant l'embargo des États-Unis contre Cuba. Les instigateurs de cette loi sont deux parlementaires républicains, le sénateur Jesse Helms et le représentant Dan Burton.

## Histoire
En novembre 1996, après une plainte de l'Union européenne qui s'oppose à cette loi ainsi qu'à la Loi d'Amato-Kennedy, un panel est créé par l'Organe de règlement des différends pour se pencher sur la question.En mai 1998, l'Union européenne et les États-Unis parviennent à un compromis, ce qui induit l'annulation de la plainte.

## L'objectif
L'objectif de cette loi est la chute de Fidel Castro et l'établissement d'un gouvernement favorable aux États-Unis.
La section 205 de la loi (Requirement and factors for determining a transaction government) détermine précisément ce qu'est un gouvernement démocratique : par exemple, ce ne peut être qu’un gouvernement qui ne comprend ni Fidel Castro ni Raúl Castro (son frère).

## Les interdictions
La loi Helms-Burton prohibe à n’importe quelle personne ou entreprise dans le monde de «trafiquer» avec des biens américains qui ont été nationalisés par Fidel Castro dans les années 1959 - 1961.
Les échanges culturels entre artistes cubains et artistes internationaux deviennent presque impossibles. Washington interdit par ailleurs la commercialisation d’œuvres provenant de l'ile.

## La définition des activités interdites donné par la section 4 de la loi (annexe 2)
1. Vendre, transférer, distribuer, repartir, faire des opérations financières, gérer, disposer de toute autre manière de biens confisqués, acheter, prendre à bail (leases), recevoir, posséder, obtenir le contrôle, gérer, utiliser ou de toute autre façon acquérir ou détenir un intérêt dans les biens confisqués.
2. Exercer une activité commerciale utilisant ou bénéficiant de toute autre manière de biens confisqués.
3. Provoquer, diriger, participer à, ou bénéficier d’un trafic (tel que décrit dans les clauses (1) et (2)) effectué par une autre personne ou s’engager dans un trafic (tel que décrit dans les clauses(1) et (2)) à travers une autre personne, sans l’accord d’aucun ressortissant américain qui possède une revendication sur ces biens (who holds a claim to the property).

## Les sanctions
1. En vertu de titre III aux ressortissants américains actuels (aussi les immigrés cubains naturalisés) dont les biens ont été nationalisés dans les années 59-61 de poursuivre devant les tribunaux américains, dans le monde se livrant à un trafic sur ces biens.
2. En vertu de titre IV, toutes les personnes et y compris les directeurs et actionnaires de sociétés ainsi leurs femmes et leurs enfants mineurs se livrant à un tel trafic pourront se voir refuser l’entrée aux États-Unis.